# Султан-Ахмад (уцмий)
Султан-Ахмад (правление: 1578 — 1587)  — уцмий Кайтага. Сын уцмия Хасан-Али. Один из крупнейших деятелей в истории Дагестана. Организатор одних из первых антииранских восстаний в регионе. Отец уцмия Хан-Мухаммада. Султан-Ахмед был первым правителем в Дагестане, получившим жалованную грамоту османского султана, утверждавшую его в «правах управления и владения». Историками называется уцмием-реформатором.

## Семья
Кайтагские уцмии поддерживали тесные контакты с дагестанскими владетелями, как минимум, династическими браками. Дочь уцмия Султан-Ахмеда была замужем за шамхалом Чопаном. Ее сыновья Гирей, Андий, Ильдар и Мухаммад — известные шамхалы конца XVI —  начала XVII веков.

## Внешняя политика
Турецкое войско в тот период, захватив Дербент, заметно усилило свое влияние в Дагестане, предпринимались меры для получения лояльности к турецким властям. Так, уцмий Султан-Ахмед в 1578 году получил от турецкого султана жалованную грамоту, утверждавшую его в «правах управления и владения».

Во время своих завоеваний, иранский шах Мухаммад Худабенде, направился в сторону Дагестана, где поставил правителем над всеми шамхала (Сурхай II). Большинство местных феодалов с этим согласились. Шах сказал в своем послании:
«Я сделал шамхала [главным] раисом над вами, следуйте за ним и повинуйтесь ему. Я буду отправлять вам ежегодно [часть] от хараджа и дары — столько, чтобы вам [ни в чем] не нуждаться»
Правителем Кайтага в то время был уцмий Султан-Ахмад. Многие жители Дагестана были недовольны ставленником шаха и отдали предпочтение Кайтагскому уцмию и поддержали его. Благодаря поддержке со стороны дагестанцев, уцмий собрал войско и пошел отвоёвывать землю у рафидитов (шиитов) со словами:
«Мой долг — освободить своих братьев-мусульман от рафизитов».
В ходе военных походов дагестанцы под предводительством уцмия полностью освободили от рафидитов мусульманские области — Кубба, Мускур, Шаки, Кабала и весь Ширван. Далее он обосновался в городе Мада. Он воевал против рафидитов, захватил много их земель. Правители Ирана заключили с ним соглашение платить ему ежегодно сто тысяч динаров в качестве хараджа(налога) с условием, чтобы дагестанцы не преступили реку Кура.
Султан-Ахмад согласился с этим. После смерти уцмия Султан-Ахмада в 1587 году борьбу против иранских нашествий продолжали его потомки среди правителей Кайтага.

## Внутренняя политика
Известные историки А.-К. Бакиханов и Г. Алкадари считали его выдающейся личностью, уцмием-реформатором.
Основные нововведения Султан-Ахмеда в уцмийство:
- Введен такой порядок, что сын бека, если его мать не бекша, не равноправен с детьми, матери коих бекши, а именно, чтобы ему не давать отцовского наследства, доли управления, владения и прав над раятами, а также, что в имущественном наследовании он не был приравнен к тем[4]. Таких называли чанка. Бакиханов  отмечал, что «весь Дагестан принял это определение»[5]. Султан-Ахмед руководствовался тем, что хотел избежать участи соседнего Табасарана, где незадолго до этого, в 1570 году вспыхнула междоусобная борьба в сильно разросшемся майсумском доме, в ходе которой майсумы (князи) потеряли Северный Табасаран, из-за чего майсумство ослабело. С учетом этого, уцмий создал еще одну иерархическую ступень.
- Составлен свод законов для Кайтаг-Дарго. Этот свод сохранился в трех вариантах[6]. Адаты составляют его базу, то есть передававшиеся изустно обычаи даргинского народа[7]. Туда вошли и «распоряжения, одобренные прежними уцмиями»[8]. Подчеркиваются отличия этого свода от шариата[1][8]. После установления продолжалось его дополнение и корректировки. Одни из таких вариантов назван именем внука Султан-Ахмеда - «Кодекс Рустем-хана»[9].
- Место, где теперь находится село Маджалис, было пустопорожним. Соседние жители собирались там и устраивали заседания совета, а потом расходились по домам. Уцмий велел основать там селение и наименовал его Маджалис[10].
- Земли, теперь находящиеся во владении селений Терекемейского магала, все принадлежали обществам селений Урчамиль и Башлы. Они за те земли повинностей не платили, но уцмий наложил на эти земли повинности и послал своего сына по имени Хан-Мухаммад взимать за них налоги с башлинцев и жителей Урчамиль. Однако общество Урчамиля выказало презрение этому Хан-Мухаммаду и не послушалось его, а Хан-Мухаммад отправился к шамхалу, приходившемуся ему дядей по матери, взял у него помощь и убил одного старшину из урчамильцев. После этого значительное время спустя уцмий под каким-то предлогом собрал старшин того общества и перебил их, земли те отнял и обратил в свое владение, а позднее там были поселены жителями из населения Ширванского Теркеме и возникли селения. Самым старым поселением было с. Уллу-Теркеме, затем образовались остальные. Предки жителей с. Великент — из Кубы, Джемикент — из Ширвана, Салик — из Кубы, Карадаглы — из Кубы, Усемикент — из Кубы[11].

Султан-Ахмед перенес в Маджалис в 1588 году свою резиденцию.
Уцмий Султан-Ахмед умер после того, как еще при жизни в 1587 году вручил власть уцмия сыну Хан-Мухаммаду.